# Mesosemia judicialis
Mesosemia judicialis is een vlindersoort uit de familie van de prachtvlinders (Riodinidae), onderfamilie Riodininae.
Mesosemia judicialis werd in 1874 beschreven door Butler.